# Julana
Dans la mythologie aborigène (spécifiquement Jumu), Julana est un esprit pervers qui creusa un terrier sous le sable pour pouvoir surprendre les femmes. Il existait pendant le temps du rêve et vagabondait sur la Terre avec son père, Njirana. Selon une autre version, Julana est une extension de Njirana, plus précisément son pénis qui peut se séparer de son corps et se transformer en serpent pour approcher les femmes.
Wonggarin, dans le sud de Kathleen Range est le site totémique le plus important dédié à Njirana-Julana.